# 別斯薩拉布卡 (別列贊卡區)
46°44′16″N 31°13′41″E / 46.73778°N 31.22806°E
別斯薩拉布卡（烏克蘭語：Бессарабка），是烏克蘭南部的村莊，隸屬尼古拉耶夫州的尼古拉耶夫區。該村始建於1908年，面積1.23平方公里，海拔高度29米，2001年人口184，人口密度每平方公里149.6人。